# Zhu Ting (siatkarka)

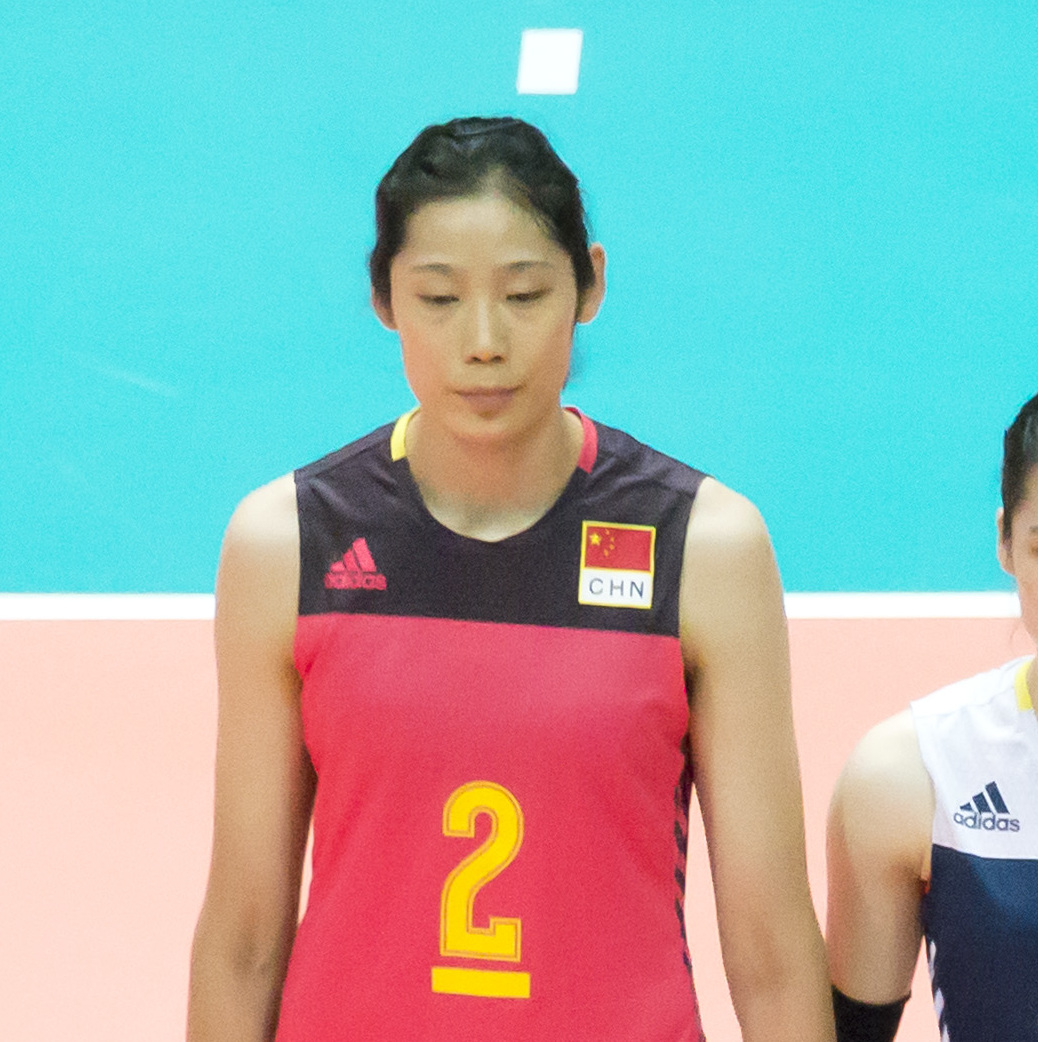
Zhu Ting reprezentantką Chin w 2017 roku

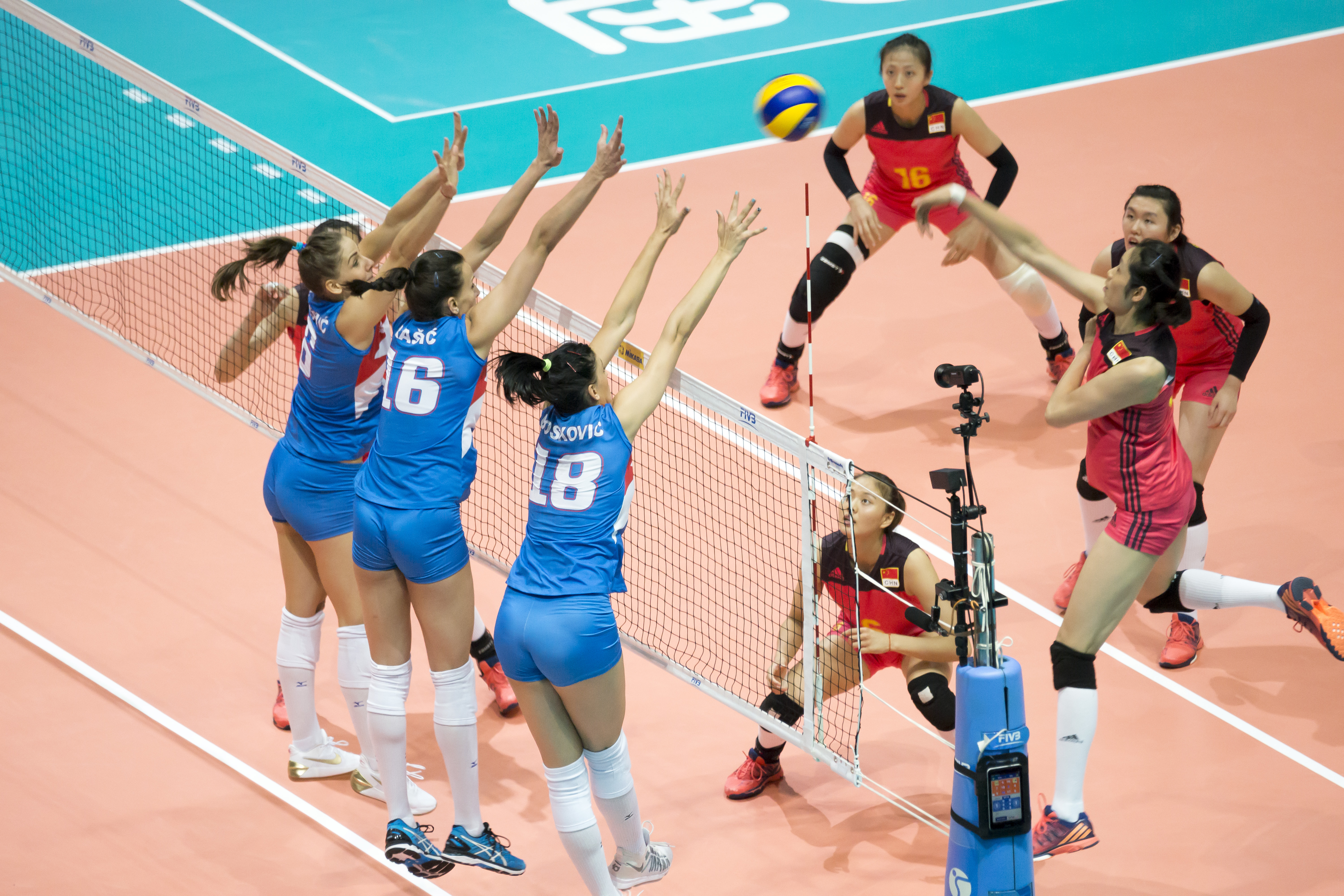
Zhu Ting podczas ataku z lewego skrzydła przeciwko reprezentacji Serbii w Grand Prix 2017

Zhu Ting (chiń. 朱婷; ur. 29 listopada 1994 w Zhoukou) – chińska siatkarka, reprezentantka kraju, grająca na pozycji przyjmującej.
Jej menadżerem jest były mąż Katarzyny Skowrońskiej, Jakub Dolata.
W 2013 roku zadebiutowała w seniorskiej reprezentacji Chin w turnieju Volley Masters Montreux.

## Sukcesy klubowe
Klubowe Mistrzostwa Świata:
- 2017, 2018, 2024[5]
- 2013, 2016

Liga Mistrzyń:
- 2017, 2018, 2025[6]

Mistrzostwo Turcji:
- 2018, 2019
- 2017

Superpuchar Turcji:
- 2017

Puchar Turcji:
- 2018

Mistrzostwo Chin:
- 2020

Puchar CEV:
- 2023[7]

Mistrzostwo Włoch:
- 2025[8]
- 2024[9]

Superpuchar Włoch:
- 2024[10]

Puchar Włoch:
- 2025[11]

## Sukcesy reprezentacyjne
Mistrzostwa Świata Kadetek:
- 2011

Mistrzostwa Azji Juniorek:
- 2012

Mistrzostwa Świata Juniorek:
- 2013

Grand Prix:
- 2013

Mistrzostwa Świata:
- 2014
- 2018

Mistrzostwa Azji:
- 2015[12]

Puchar Świata:
- 2015[13], 2019

Igrzyska Olimpijskie:
- 2016

Puchar Wielkich Mistrzyń:
- 2017

Liga Narodów:
- 2018

Igrzyska Azjatyckie:
- 2018

## Nagrody indywidualne
- 2012: MVP i najlepsza atakująca Mistrzostwa Azji Juniorek
- 2013: Najlepsza punktująca turnieju Volley Masters Montreux
- 2013: MVP i najlepsza atakująca Mistrzostw Świata Juniorek
- 2013: Najlepsza przyjmująca Grand Prix
- 2013: Najlepsza atakująca Mistrzostw Azji
- 2014: Najlepsza punktująca i przyjmująca Mistrzostw Świata
- 2015: MVP i najlepsza przyjmująca Mistrzostw Azji
- 2015: MVP Pucharu Świata
- 2016: MVP i najlepsza przyjmująca Igrzysk Olimpijskich w Rio de Janeiro
- 2016: Najlepsza przyjmująca Klubowych Mistrzostw Świata
- 2017: MVP turnieju finałowego Ligi Mistrzyń
- 2017: MVP i najlepsza przyjmująca Klubowych Mistrzostw Świata
- 2017: Najlepsza przyjmująca Grand Prix
- 2017: MVP i najlepsza przyjmująca Pucharu Wielkich Mistrzyń
- 2018: MVP w finale tureckiej Aroma 1. Lig w sezonie 2017/2018
- 2018: Najlepsza przyjmująca turnieju finałowego Ligi Mistrzyń
- 2018: Najlepsza przyjmująca Ligi Narodów
- 2018: Najlepsza przyjmująca Mistrzostw Świata
- 2018: MVP i najlepsza przyjmująca Klubowych Mistrzostw Świata
- 2019: MVP i najlepsza przyjmująca Pucharu Świata
- 2024: Najlepsza przyjmująca Klubowych Mistrzostw Świata[14]